# Primera Regional de Navarra 1961-62
La temporada 1961-62 de Primera Regional de Navarra es cuarto nivel de las Ligas de fútbol de España para los clubes de Navarra y La Rioja, por debajo de la Tercera División de España

## Sistema de competición
Los 14 equipos en un único grupo, que se enfrentan a doble vuelta, una vez en casa y otra en el campo del equipo rival, todos contra todos.
El primer clasificado ascendió directamente a Tercera División. El segundo disputó una promoción de ascenso contra uno de los equipos clasificados en los puestos 13.º y 14.º del grupo IV de Tercera División.
Los tres últimos clasificados descenderían a Segunda Regional.

## Clasificación[1]
| Pos. | Equipo                     | Pts. | PJ | G  | E | P  | GF | GC | Dif. |                                              |
| ---- | -------------------------- | ---- | -- | -- | - | -- | -- | -- | ---- | -------------------------------------------- |
| 1    | C. Osasuna-Chantrea (C, A) | 31   | 22 | 14 | 3 | 5  | 49 | 22 | +27  | Ascenso a Tercera                            |
| 2    | C. D. Izarra               | 30   | 22 | 13 | 4 | 5  | 53 | 22 | +31  | Promoción de ascenso a Tercera               |
| 3    | C. D. Tudelano             | 30   | 22 | 15 | 0 | 7  | 71 | 34 | +37  |                                              |
| 4    | C. D. La Calzada           | 26   | 22 | 12 | 2 | 8  | 49 | 35 | +14  |                                              |
| 5    | C. Haro Deportivo          | 23   | 22 | 10 | 3 | 9  | 40 | 39 | +1   |                                              |
| 6    | C. D. Cirbonero            | 22   | 22 | 9  | 4 | 9  | 35 | 37 | −2   | El club no compite en la siguiente temporada |
| 7    | C. Atlético River Ebro     | 20   | 22 | 9  | 2 | 11 | 34 | 61 | −27  |                                              |
| 8    | Peña Balsamaiso C. F.      | 20   | 22 | 7  | 6 | 9  | 30 | 39 | −9   |                                              |
| 9    | C. D. Alesves              | 19   | 22 | 9  | 1 | 12 | 29 | 45 | −16  |                                              |
| 10   | C. D. Corellano            | 17   | 22 | 8  | 3 | 11 | 39 | 45 | −6   |                                              |
| 11   | C. D. Berceo               | 14   | 22 | 5  | 4 | 13 | 24 | 43 | −19  |                                              |
| 12   | Miranda F. C.              | 8    | 22 | 5  | 0 | 17 | 32 | 63 | −31  | El club no compite en la siguiente temporada |
| 13   | C. D. Azkarrena            | 0    | 0  | 0  | 0 | 0  | 0  | 0  | 0    | El club no compite en la siguiente temporada |
| 14   | C. F. Erriberri            | 0    | 0  | 0  | 0 | 0  | 0  | 0  | 0    | Descenso a Segunda Regional                  |

 Fuente: Fútbol Regional
Notas:
1. ↑  Finalmente el C. D. Izarra no jugó la promoción de ascenso a Tercera, dejando su plaza al siguiente mejor clasificado de la Primera Regional de la Federación Guipuzcoana, la S. D. Ilintxa
2. ↑  El C. D. Corellano recibió una sanción federativa de dos puntos.
3. ↑  El Miranda F. C. recibió una sanción federativa de dos puntos.
4. ↑  El C. D. Azkarrena no finalizó la competición y fueron anulados todos sus partidos.
5. ↑  El C. D. Erriberri no finalizó la competición y fueron anulados todos sus partidos.